# ヒロミツのスーパードラゴンズ
『ヒロミツのスーパードラゴンズ』は、東海テレビ制作の中日ドラゴンズ応援番組。毎週土曜日17:30からの30分。1985年4月から1988年3月まで放送された。司会は鈴木ヒロミツ。

## 概要
初期のタイトルはアシスタントだった堀江しのぶの名前も含めた「ヒロミツ・しのぶのスーパードラゴンズ」だったが、堀江の降板を機に上記タイトルに変更。レギュラー解説者の権藤博は、1987年の近鉄バファローズのコーチ就任に伴い降板。引退直後の藤波行雄が後継のレギュラーとなり、最終回まで出演し続けた。
番組にてスタジオ観覧者を募集し、来場者にはサインボール、デジタル時計、オリジナルステッカーなどの記念品が贈呈されていた。記念品は異なるが、初期の『ドラゴンズHOTスタジオ』もほぼ同じ形式をとっていた。
1988年、放送中の鈴木が「こんなことなら、星野ドラゴンズって名前を変えればいいんですよ」と星野仙一監督を批判したことにより降板し、番組自体も終了。だが、この年にドラゴンズがリーグ優勝した際の同局による特番において、後継番組『ドラゴンズHOTスタジオ』の司会者・江藤博利とともに出演している。

## 出演者
- 鈴木ヒロミツ - 司会。
- 堀江しのぶ - 初代アシスタント。
- 秋本理央 - 2代目アシスタント。本番組で知り合った平野謙とのちに結婚。
- 松岡葵 - 3代目アシスタント。
- 権藤博 - 初代レギュラー解説者。
- 藤波行雄 - 2代目レギュラー解説者。
- 磯野正典（当時東海テレビアナウンサー） - コーナーリポーター。